# Brandstein
Brandstein är ett berg i Österrike.   Det ligger i distriktet Bruck-Mürzzuschlag och förbundslandet Steiermark, i den östra delen av landet, 120 km sydväst om huvudstaden Wien. Toppen på Brandstein är 2 003 meter över havet, eller 472 meter över den omgivande terrängen. Bredden vid basen är 7,0 km.
Terrängen runt Brandstein är bergig åt sydost, men åt nordväst är den kuperad. Närmaste större samhälle är Eisenerz, 10,5 km sydväst om Brandstein. 
I omgivningarna runt Brandstein växer i huvudsak blandskog. Runt Brandstein är det ganska glesbefolkat, med 48 invånare per kvadratkilometer.